# Ecclesiae unitatem
Ecclesiae unitatem (dt.: Die Einheit der Kirche) ist ein Apostolisches Schreiben von Papst Benedikt XVI. Durch das am 8. Juli 2009 veröffentlichte Apostolische Schreiben erfolgte in der Form eines Motu Proprio die Neuregelung der Struktur und der Aufgaben der Päpstlichen Kommission Ecclesia Dei sowie des Dialoges mit der Priesterbruderschaft St. Pius X.

## Inhalt
Das Apostolische Schreiben Ecclesiae unitatem beginnt mit einer Bekräftigung der Sorge des Papstes um die Einheit der Kirche (1). Papst Benedikt XVI. erinnert daran, dass die am 30. Juni 1988 von Erzbischof Marcel Lefebvre vollzogenen Bischofsweihen „unerlaubt“ gewesen seien (2). Weiterhin wird festgestellt, dass die durch das Motu Proprio Summorum Pontificum erfolgte Wiederzulassung der Liturgie von 1962 durch den Wunsch getragen sei, „alle Anstrengungen zu unternehmen, damit die, die wirklich die Einheit wünschen, in ihr bleiben beziehungsweise zu ihr zurückkehren können“ (3). Außerdem bekräftigt Benedikt XVI., dass die am 21. Januar 2009 erfolgte Rücknahme der Exkommunikation gegen die vier Bischöfe der Priesterbruderschaft St. Pius X. vom gleichen Wunsch getragen sei (4). Außerdem präzisiert der Papst, dass die „Fragen bezüglich der Doktrin weiterhin bestehen, und solange sie nicht geklärt sind, die Priesterbruderschaft St. Pius X. keinen kanonischen Status in der römisch-katholischen Kirche hat“ (4). 
Da „die Probleme, die jetzt mit der Bruderschaft behandelt werden müssen, im Wesentlichen doktrineller Natur sind“, sollte die Päpstliche Kommission Ecclesia Dei „eng an die Glaubenskongregation angebunden werden“ (5). Damit wurde die Päpstliche Kommission Ecclesia Dei der Kongregation für die Glaubenslehre unterstellt. Zur Struktur der Päpstlichen Kommission Ecclesia Dei sagte Papst Benedikt XVI. Folgendes: 
- Der Präsident der Kommission ist der Präfekt der Kongregation für die Glaubenslehre.
- Die Kommission hat eine eigene Struktur bestehend aus einem Sekretär und Beamten.
- Der Präsident, der vom Sekretär unterstützt wird, übermittelt die wichtigsten Fälle und Fragen doktrineller Natur an die zuständigen Instanzen der Kongregation für die Glaubenslehre. Die Ergebnisse der nach genanntem Schema durchgeführten Verfahren sind dem Papst zu übermitteln.